# Luis Fernando Suárez
Luis Fernando Suárez (Medellín, 23 de dezembro de 1959) é um treinador e ex-futebolista colombiano que atuava como zagueiro. Atualmente é treinador do Deportivo Pereira.

## Títulos

### Como jogador
Atlético Nacional
- Copa Libertadores da América: 1989

### Como treinador
Atlético Nacional
- Campeonato Colombiano: 1999